# Cratere Gwyn
Gwyn è un cratere sulla superficie di Ariel.